# Fairbanks, Alaska
Fairbanks (phát âm tiếng Anh: /ˈfɛərbæŋks/) là một thành phố tự quản và quận lỵ của quận ("borough" theo cách dùng từ ở Alaska) Fairbanks North Star ở bang Alaska6.
Fairbanks là thành phố lớn nhất trong vùng nội địa của Alaska và lớn thứ hai toàn bang, sau Anchorage. Đây là thủ phủ của vùng đô thị Fairbanks, Alaska. Vùng đô thị này bao gồm toàn bộ quận Fairbanks North Star và là vùng đô thị cực bắc của Hoa Kỳ, cách vòng Bắc Cực chưa đầy 120 dặm (190 km) về phía nam.
Ước tính dân số của thành phố năm 2011 là 32.036 người và của quận Fairbanks North Star là 99.192 người. Tại Fairbanbks có đại học Alaska Fairbanks, đại học lâu đời nhất Alaska hiện nay.